# هدف بعدی پیروزی است
هدف بعدی پیروزی است (انگلیسی: Next Goal Wins) یک کمدی-درام ورزشی آمریکایی محصول ۲۰۲۳ به کارگردانی تایکا وایتیتی است که فیلم‌نامه را به همراه ایان موریس مشترکاً نوشت. این فیلم مبتنی بر فیلم مستندی به همین نام محصول ۲۰۱۴ اثر مایک برت و استیو جیمیسون است، دربارهٔ تلاش‌های توماس رونگن، سرمربی هلندی-آمریکایی برای هدایت تیم ملی فوتبال ساموآی آمریکا که یکی از ضعیف‌ترین تیم‌های فوتبال جهان به حساب می‌آید، برای راهیابی به جام جهانی فوتبال ۲۰۱۴. مایکل فاسبندر نقش رونگن را بازی می‌کند و دیگر بازیگران را اسکار کایتلی، کایمانا، دیوید فین، ریچل هاوس، بیولا کوالی، تایکا وایتیتی، ویل آرنت و الیزابت ماس تشکیل می‌دهند.
فیلم‌برداری این فیلم از نوامبر ۲۰۱۹ در هونولولو آغاز و در ژانویهٔ ۲۰۲۰ به پایان رسید. هدف بعدی پیروزی است نخستین بار در جشنواره بین‌المللی فیلم تورنتو ۲۰۲۳ در ۱۰ سپتامبر ۲۰۲۳ به نمایش درآمد و در ۱۷ نوامبر ۲۰۲۳ توسط سرچلایت پیکچرز در ایالات متحده اکران شد. نظر منتقدان به این فیلم، عموماً منفی بود.

## خلاصه
توماس رانگن، سرمربی آلمانی برای مربیگری بدترین تیم فوتبال دنیا، ساموای آمریکا به جزیره‌ای دور افتاده می‌رود تا تیم را برای بازی‌های مقدماتی جام جهانی آماده سازد.

## بازیگران
- مایکل فاسبندر
- اسکار کایتلی
- کایمانا
- دیوید فین
- ریچل هاوس
- بیولا کوالی
- تایکا وایتیتی
- ویل آرنت
- الیزابت ماس
- لوک همسورث